# Alexandru Fölker
Alexandru Fölker, född 28 januari 1956 i Orșova, är en rumänsk tidigare handbollsspelare (vänsternia).
Fölker var med och tog OS-silver 1976 i Montréal, OS-brons 1980 i Moskva och OS-brons 1984 i Los Angeles.

## Klubbar
- CSU PM Timișoara (1974–1988)
- Lille UC (1988–1989)
- TG Melsungen (1989–1996)